# Agathe Iracema
Agathe Iracema, née à Paris en décembre 1990, est une chanteuse, auteure et compositrice de jazz franco-brésilienne. Elle est la fondatrice de deux formations musicales, le Agathe Jazz Quartet et le Agathe Iracema Brazilian Music Band.

## Biographie
Agathe Iracema est la fille du bassiste brésilien Rubens Santana. Du fait de la profession de son père, elle assiste à de nombreux concerts durant son enfance.
Encouragée par Sheila Jordan, elle crée son premier quartet à l'âge de 15 ans. Elle développe dès lors une musique influencée aussi bien par Sarah Vaughan, Ella Fitzgerald ou Cab Calloway qu’Édith Piaf, Stevie Wonder, Charles Trenet et Barbara.
Elle cofonde en 2011 le Brazilian Music Band, sextet au sein duquel elle appréhende les sonorités brésiliennes telles que la samba-funk et les claves afro-latines. Son père officie en tant que bassiste de cette formation.
Après trois EP et un vinyle diffusés en dehors des circuits traditionnels parait, chez Neuklang, le 24 mars 2015, Feeling Alive, le premier album d'Agathe Iracema. Enregistré avec le Agathe Jazz Quartet (composé, sur ce disque, de Agathe Iracema au chant, Laurent Coulondre au piano, Jeremy Bruyère à la basse et Pierre-Alain Tocanier à la batterie), cet opus bénéficie également du concours de Nicolas Folmer à la trompette et de Fred Wesley au trombone. Les arrangements de cet album sont cosignés par Agathe Iracema et Juan Sebastien Jimenez. Comportant onze titres mêlant standards du répertoire jazz et compositions originales, Feeling Alive se situe entre jazz et bossa nova,.

## Discographie

### Avec le Agathe Jazz Quartet
- 2007 : I'm glad there is You, Déjà Production[10]
- 2010 : Believe in Romance, Déjà Production[10]
- 2014 : I Got Rhythm, Déjà Production[10]
- 2015 : Feeling Alive, Neuklang (fff Télérama)[8],[10]

### Avec le Agathe Iracema Brazilian Music Band
- 2013 : Agathe Iracema Brazilian Music Band, Déjà Production

## Prix et récompenses
- Prix du public au Festival Jazz à Vian 2009[4],[10]
- Trophée du Sunside 2010[4],[10]
- Sélection Rezzo Jazz à Vienne 2011[10]
- Artiste Génération SPEDIDAM 2014-2017[10]